# Ezri Konsa
Ezri Ngoyo Konsa (London, 1997. október 23. –) angol válogatott labdarúgó, az Aston Villa játékosa.

## Pályafutása

### Klubcsapatokban
A Senrab és a Charlton Athletic korosztályos csapataiban nevelkedett. 2015. december 11-én aláírta első profi szerződését a Charlton csapatával. December 19-én az első csapatban a kispadon kapott lehetőséget a Burnley elleni bajnokin. A szezon végén csapatával kiestek a harmadosztályba.
2016. augusztus 9-én mutatkozott be a ligakupában a Cheltenham Town ellen 1–0-ra elvesztett találkozón. A szezon során alapemberre lett csapatának. A szezon év fiatal játékosának választották meg a csapatnál. 2017 márciusában hároméves szerződést írt alá.
2018. június 12-én hároméves szerződést kötött a Brentford csapatával. 2019. május 5-én megszerezte első gólját az utolsó mérkőzésén a csapatban a Preston North End ellen 3–0-ra megnyert bajnoki találkozón. 2019. július 11-én csatlakozott az Aston Villa csapatához. Augusztus 27-én góllal mutatkozott be a Crewe Alexandra ellen megnyert ligakupa találkozón. 2020. július 16-án első bajnoki gólját szerezte meg az Everton elleni 1–1-s döntetlent hozó mérkőzésen.
2021. április 2-án 2026. június 30-ig meghosszabbította a szerződését. 2021. december 5-én duplázott a Leicester City ellen, ezzel ő lett a klub első védője 2010 óta, aki két gólt szerzett. 2023. szeptember 20-án ismét meghosszabbította szerződését a klubbal.

### A válogatottban
Apja kongói, míg anyja angolai származású. Többszörös angol korosztályos válogatott labdarúgó, aki a 2017-es U20-as labdarúgó-világbajnokságon és a 2019-es U21-es labdarúgó-Európa-bajnokságon is pályára lépett. 2023 májusában meghívót kapott a felnőtt válogatottba. 2024. március 23-án Brazília elleni barátságos mérkőzésen mutatkozott be. 2024. júniusában bekerült a végleges keretbe, amely részt vett a 2024-es labdarúgó-Európa-bajnokságon.

## Sikerei, díjai

### Válogatott
- Anglia U20
  - U20-as labdarúgó-világbajnokság: 2017

- Anglia U21
  - Touloni Ifjúsági Torna: 2018

### Egyéni
- Charlton Athletic – Az év fiatal játékosa: 2016–17